# God of War: Duch Sparty
God of War: Duch Sparty (ang. God of War: Ghost of Sparta) – komputerowa gra akcji przeznaczona na konsolę PlayStation Portable, stworzona przez studio Ready at Dawn Studios i wydana w 2010 roku przez Sony Computer Entertainment.

## Wersja polska
Opracowanie wersji polskiej: Studio PRL

Reżyseria: Jarosław Boberek

Udział wzięli:
- Bogusław Linda – Kratos
- Krzysztof Banaszyk – Laneusz
- Andrzej Blumenfeld – Tanatos
- Izabella Bukowska – Atena
- Paweł Ciołkosz – Dejmos
- Sebastian Cybulski – Wyznawca Aresa
- Agnieszka Judycka – Młoda Matka
- Elżbieta Kijowska-Rozen – Matka
- Elżbieta Kopocińska-Bednarek – Erynie
- Teresa Lipowska – Tera
- Wojciech Machnicki – Posejdon
- Cezary Morawski – Midas
- Krzysztof Rotowski – Młody Dejmos
- Dariusz Toczek – Umierający Spartiata
- Jolanta Wołłejko – Gaja (Narratorka)
- Krzysztof Zakrzewski – Zeus
- Leszek Zduń – Młody Kratos
- Grzegorz Pawlak